# 细柄野荞麦
细柄野荞麦（学名：Fagopyrum gracilipes）为蓼科荞麦属下的一个种。模式标本采自湖北巴东及四川峨眉山。